# Eilema iluopsis
Eilema iluopsis is een vlinder uit de familie spinneruilen (Erebidae), onderfamilie beervlinders (Arctiinae). De wetenschappelijke naam van de soort is voor het eerst geldig gepubliceerd in 1960 door de Toulgoët.
Deze nachtvlinder komt voor in tropisch Afrika.